# Kjersti Synneva Moen
Kjersti Synneva Moen (nacida el 8 de julio de 1995) es una ilustradora, dibujante y autora de cómics noruega. Su obra más destacada es Grip den føkkings dagen (2023), un cómic por el que recibió múltiples premios y nominaciones.

## Vida
Moen nació el 8 de julio de 1995 y creció en el municipio de Selbu, Noruega. Se mudó de Selbu para asistir a la escuela secundaria superior Ole Vig en Stjørdal, donde su educación se centró en la música. Más tarde, recibió una educación en dibujo en Einar Granum Kunstfagskole en Oslo. Participó varias veces en UKM, una serie de eventos culturales juveniles en Noruega, donde presentaba a capela y otras iniciativas musicales.

## Carrera
Moen ha trabajado para Gyldendal, Mental Helse Ungdom, Women's Front, la Asociación Humanista Noruega y la Asociación Noruega de Senderismo. Además de sus artes visuales, es vocalista de la banda Rabagast.
En 2023, publicó Grip den føkkings dagen a través de Aschehoug, que recibió comentarios positivos de los críticos, incluidos los que escribieron para NRK, Empirix, y Dagens Næringsliv. Debido al lanzamiento, recibió el Pondusprisen en 2023, y el Kulturdepartementets tegneseriepris (ennoruego: "el premio del Ministerio de Cultura para cómics") en 2024. También recibió nominaciones para múltiples premios, incluidos Trollkrittet y SPROING-prisen.